# 片山奈保子
片山 奈保子（かたやま なほこ、1970年1月8日 - ）は、日本の少女小説家・ライトノベル作家。東京都出身。

## 人物・経歴
清泉女子大学文学部を卒業。その後アミューズメントメディア総合学院ノベルス学科を修了し、小説家を志す。1998年度に行われた第29回ノベル大賞にて、投稿作「ペンギンの前で会いましょう」が佳作と読者大賞を受賞し、集英社より女性向けライトノベル作家としてデビューした (当時の選考委員は、井沢元彦、大岡玲、田中雅美、槇村さとる、眉村卓であった)。
好きな女優として、ジーナ・ローランズ、樹木希林、もたいまさこを、好きな俳優として、ピーター・フォーク、ロバート・カーライル、平田満、柴田恭兵、利重剛を上げている。

## 作品

### シリーズ作品
いずれもコバルト文庫。
- 「汝」シリーズ (1999年～2006年)
- 「シャドー・イーグル」シリーズ (2001年～2004年)
- 「銀の一角獣」シリーズ (2003年～2005年)
- 「野分け草紙」シリーズ (2006年～2007年)
- 「流水宮の乙女」シリーズ (2008年)

### 単刊作品
- さよなら月の船 (コバルト文庫、2002年、イラスト:竹岡美穂)
- 空よりも青く染まれ (コバルト文庫、2005年、イラスト:竹岡美穂)
- リトルガーデンへようこそ (コバルト文庫、2007年、イラスト:たむら純子)